# 蕭鶴祥
蕭鶴祥（？—？）湖南衡阳人，清朝学者、官员。

## 生平
蕭鶴祥是清朝举人，也是学者王闿运的弟子。王闿运的《墨子注》书后有“门生衡阳萧鹤祥甲辰年孟冬跋。”甲辰年即光绪三十年（1904年）。
光绪三十三年十月（1907年11月）举人萧鹤祥上《请速开国会呈》。1907年12月15日，会议政务处议复程德全、萧鹤祥请开国会折呈。会议政务处称：“今资政院既经议设，实为议院之基础，并非贵族之更名，并令各省酌开董事会、议事会，以办理地方自治，应俟议事会、董事会办有成效，再行议开国会，庶免欲速不达之弊。”
在国会请愿运动中，1908年3月10日，雷光宇将湖南人民有关速开国会的请愿书呈递都察院。此后都察院未予代奏。湖南民众闻讯后，又推萧鹤祥、胡挹琪作为代表赴北京催都察院代递。1908年5月21日，萧鹤祥、胡挹琪到都察院递交了催呈，并要求都察院把未予代奏的理由批示清楚。后来雷光宇回到湖南报告了有关情况。